# Daallo Airlines
Daallo Airlines – linia lotnicza obsługująca głównie kierunki wschodnioafrykańskie i Bliski Wschód. Lata także na dwóch trasach europejskich, do Paryża i Londynu.

## Porty docelowe

### Afryka
- Dżibuti
  - Dżibuti (miasto) (Port lotniczy Dżibuti-Ambouli)
- Etiopia
  - Addis Abeba (Port lotniczy Addis Abeba)
- Kenia
  - Nairobi (Port lotniczy Jomo Kenyatta)
- Somalia
  - Berbera (Port lotniczy Berbera)
  - Boosaaso (Port lotniczy Boosaaso)
  - Hargejsa (Port lotniczy Hargejsa-Egal)
  - Burao (Port lotniczy Burao)
  - Gaalkacyo (Port lotniczy Galcaio)
  - Mogadiszu (Port lotniczy Mogadiszu) zawieszone z powodu wojny w Somalii
    - (Port lotniczy K50) w pobliżu Mogadiszu, aktualnie używane przez Daallo Airlines

### Europa
- Francja
  - Paryż (Port lotniczy Paryż-Roissy-Charles de Gaulle)
- Wielka Brytania
  - Londyn (Port lotniczy Londyn-Gatwick)

### Azja
- Arabia Saudyjska
  - Dżudda (Port lotniczy Dżudda)
- Zjednoczone Emiraty Arabskie
  - Dubaj (Port lotniczy Dubaj)

## Flota
- 1 An-12
- 2 An-24RV
- 2 Let L-410 UVP-E